# Административна подела Уједињеног Краљевства
Уједињено Краљевство чине 4 административно-политичке јединице (историјске провинције):
- Енглеска (39 грофовија, 6 метрополитенских грофовија и Шири Лондон),
- Велс (9 грофовија, 3 града, и 10 градова-грофовија),
- Шкотска (32 области),
- Северна Ирска (26 области).

| Држава | Назив                | Становништво | Административна подела | Територија |
| ------ | -------------------- | ------------ | ---------------------- | ---------- |
| 1      | Енглеска             | 49 138 831   | Грофовије Енглеске     | 133 395    |
| 2      | Шкотска              | 5 062 011    | Области Шкотске        | 78 782     |
| 3      | Велс                 | 2 903 085    | Области Велса          | 20 799     |
| 4      | Северна Ирска        | 1 685 267    | Области Северне Ирске  | 13 843     |
|        | Уједињено Краљевство | 58 789 194   |                        | 246 819    |

|  | Енглеска      |
|  | Шкотска       |
|  | Велс          |
|  | Северна Ирска |